# راینهارد شالتزکی
راینهارد شالتزکی (انگلیسی: Reinhard Schaletzki; ۲۱ مهٔ ۱۹۱۶ – ۲۱ مارس ۱۹۹۵) بازیکن فوتبال اهل آلمان بود.
از باشگاه‌هایی که در آن بازی کرده‌است می‌توان به باشگاه فوتبال فرایبورگر اشاره کرد.
وی همچنین در تیم ملی فوتبال آلمان بازی کرده‌است.